# 任安
任 安（じん あん、? - 紀元前91年）は、前漢の人。字は少卿。河南郡滎陽県の人。司馬遷の友人として知られる。

## 略歴
若くして親に先立たれ貧困となり、人の御者となって長安へ行き、豪族が少なく高名を得やすいという理由で谷口の亭長となった。邑の人間が猟に出た際には難しい獲物を壮年の者にやらせ、簡単な獲物を老人や少年にやらせるようにしたため被害が出ず、人々は喜び彼には知略があると言った。翌日また数百人が集まると、来ていない者をすぐに言い当てたので人々は驚いた。その後三老となり、県長に昇進したが罪があって罷免された。
その後、任安は衛青の舎人となり、同じく舎人となった田仁と共に衛青に仕えた。二人は貧しかったため粗末な扱いを受けた。衛青の舎人から郎とするべき者を選ぶよう詔が出されると、衛青は舎人のうちで裕福な者を選ぼうとしたが、少府の趙禹が舎人を面接したところ、任安と田仁だけが有能であると言い、衛青はやむを得ず二人を推薦した。武帝に謁見すると田仁は「戦場で士大夫に死をも楽しませるようにすることにかけては私は任安に及びません」と言い、任安は「物事の是非を定め、民に恨みを持たせないことにかけては私は田仁に及びません」と言った。武帝は大笑して「善いぞ」と言い、任安を北軍使者（北軍の監視）とし、田仁には河上の穀物の監視させた。その後、任安は益州刺史となった。
霍去病が武帝に寵愛され、出世して衛青と並ぶようになると、衛青の下にいた者もほとんどが霍去病に付いて官を得るようになったが、任安だけは衛青から離れようとはしなかった。
紀元前91年（征和2年）、皇太子劉拠が長安で反乱を起こすと（巫蠱の禍）、当時北軍使者であった任安は皇太子から節を受け取りながら軍の門を閉めて皇太子に従わなかった。反乱が鎮圧されると、武帝は「動向を伺い勝者に従おうと二心を持ったのである。任安には死罪が幾つもあったのに私は許して来たが、任安は偽りの心を抱き真心がない」と言い、任安を獄に下して、田仁とともに腰斬に処された。
任安は獄に下された頃に、友人であった中書令の司馬遷に対し古の賢臣は賢者を推薦することが務めであると責める手紙を送った。これに対する返答が『漢書』司馬遷伝に見える、いわゆる「任少卿に報ずる書」である。